# جيرمين أونيل
جيرمين أونيل (بالإنجليزية: Jermaine O'Neal) مواليد 13 أكتوبر 1978 في كولومبيا، هو لاعب كرة سلة أمريكي بدأ مسيرته الاحترافية في سنة 1996. يبلغ طوله 6 قدم 11 بوصة (2.1 م). مثّل منتخب بلاده.

## فرق لعب لها
- بورتلاند ترايل بلايزرز
- إنديانا بايسرز
- تورونتو رابتورز
- ميامي هيت
- بوسطن سيلتكس
- فينيكس صنز
- غولدن ستايت ووريورز

## الميداليات
| الميدالية | المسابقة                             |
| --------- | ------------------------------------ |
| ذهبية     | بطولة أمم الأمريكتين لكرة السلة 2003 |

## روابط خارجية
- جيرمين أونيل على موقع IMDb (الإنجليزية)
- جيرمين أونيل على موقع الموسوعة البريطانية (الإنجليزية)
- جيرمين أونيل على موقع الاتحاد الدولي لكرة السلة (الإنجليزية)
- جيرمين أونيل على موقع إن بي أي (الإنجليزية)
- جيرمين أونيل على موقع سبورتس رفرنس (الإنجليزية)
- جيرمين أونيل على موقع كرة السلة الأوروبية.كوم (الإنجليزية)
- جيرمين أونيل على موقع ريلجم (الإنجليزية)
- جيرمين أونيل على موقع بروبوليرز (الإنجليزية)